# Арно Артур Вахман
| 1465 Автонома | 20 березня 1938 |
| 1501 Бааде    | 20 жовтня 1938  |
| 1586 Тіле     | 13 лютого 1939  |

Арно Артур Вахман (нім. Arno Arthur Wachmann; 8 березня 1902 — 24 липня 1990) — німецький астроном.
Спільно з Арнольдом Швассманом відкрив короткоперіодичні комети 29P, 31P та 73P.